# Panna Nikt (film)
Panna Nikt – polski film obyczajowy z 1996 roku w reżyserii Andrzeja Wajdy. Ekranizacja powieści Tomasza Tryzny o tym samym tytule. 
Zdjęcia do filmu powstały na Dolnym Śląsku: w Wałbrzychu (ulice: Długa i Zajączka, Szkoła Podstawowa Nr 22 przy ul. 11 listopada, Piaskowa Góra), w Kotlinie Krzeszowskiej, Sobótce (stacja PKP), w Szczawnie-Zdroju, Kamiennej Górze (zalew) oraz na Przedgórzu Sudeckim (szczyt Ślęża).

## Obsada aktorska
- Anna Wielgucka − Marysia Kawczak
- Anna Mucha − Kasia Bogdańska
- Anna Powierza − Ewa Bogdaj
- Stanisława Celińska − matka Marysi, Sława Kawczak
- Jan Janga-Tomaszewski − ojciec Marysi, Jan Kawczak
- Małgorzata Potocka − matka Ewy
- Leszek Teleszyński − ojciec Ewy
- Małgorzata Pieczyńska − matka Kasi, Karolina Bogdańska
- Anna Romantowska − wychowawczyni
- Elżbieta Karkoszka − nauczycielka plastyki
- Edwin Petrykat − mężczyzna z bukietem kwiatów
- Małgorzata Hajewska-Krzysztofik − wariatka
- Mateusz Grydlik − Kawczak
- Adam Siemion − Tadzio, brat Marysi
- Lech Gwit
- Grzegorz Emanuel

## Fabuła
15-letnia Marysia przeprowadza się z rodziną ze wsi do dużego miasta i trafia do nowej szkoły. Nie potrafi się przystosować. Poznaje wtedy Kasię, a później Ewę. Te znajomości mocno wpłyną na jej psychikę.